# 桜井信忠
桜井 信忠（さくらい のぶただ、天正元年（1532年）？ - 慶長15年（1610年）？）は、戦国時代の武将・江戸時代初期の幕臣。甲斐国武田氏家臣・徳川氏の奉行。初名は信富、官途名は右近助、受領名は安芸守。父は桜井河内守信貞あるいは信富。室は小幡虎盛の娘。

## 略歴
『甲斐国志』によれば、桜井氏は甲斐守護・武田信縄の末子桜井信貞（河内守）を祖とする一族で、武田氏の居館である川田館に隣接する桜井（甲府市桜井町）の地に屋敷を構えたという。信忠の父は桜井信貞あるいは桜井信富とされ、信忠に至る系譜を二代とする説と三代とする説がある。母は武田信虎の妹と言われる。
『甲陽軍鑑』によれば、武田信玄・勝頼に奉行として仕える公事奉行として、市川家光（元松）とともに内政に携わる。初見文書は天正4年（1576年）8月に甲府の一蓮寺に宛てた文書（「一蓮寺文書」）。
天正10年（1582年）3月に織田信長の武田征伐による武田氏の滅亡、6月の本能寺の変による信長没後は甲斐を領有した徳川家康に仕え、小田切茂富、跡部昌忠、石原昌明とともに代官大久保長安配下の徳川四奉行の一員となった。
法名は実岫玄相居士。墓所は山梨県甲府市桜井町の東禅寺。